# María Bolívar
María Josefina Bolívar (sinh 1975) là một luật sư, nữ doanh nhân và chính trị gia người Venezuela. Bà là ứng cử viên tổng thống hai lần cho Đảng Dân chủ Hòa bình và Tự do (PDUPL) trong cuộc bầu cử tổng thống Venezuela năm 2012 và năm 2013. Bà cũng đã tranh cử cho cùng đảng trên trong cuộc bầu cử khu vực năm 2012 và là ứng cử viên cho thị trưởng Maracaibo trong cuộc bầu cử thành phố năm 2013. Năm 2015, bà được đề cử làm ứng cử viên cho vòng thứ tư của Zulia State trong các cuộc bầu cử quốc hội, và vào năm 2017, bà là ứng cử viên cho thành viên Quốc hội.

## Tiểu sử
Bolívar sinh ra ở Maturín và chuyển đến Maracaibo cùng bố mẹ. Bà đã hoàn thành giáo dục tiểu học ở Fe y Alegría và Trường Epifanía. Năm 2002, bà tốt nghiệp Đại học Zulia với tư cách luật sư. Nhiều năm sau, bà kết hôn với Mario Vieira, một người nhập cư Bồ Đào Nha và họ cùng nhau mở tiệm bánh "Mayami" ở Maracaibo.

### Cuộc bầu cử tổng thống năm 2012
Vào tháng 2 năm 2012, bà đăng ký ứng cửthuộc Đảng Dân chủ Hòa bình và Tự do (PDUPL) cho cuộc bầu cử tổng thống năm 2012. Vào ngày 23 tháng 8 năm 2012, trong một cuộc phỏng vấn cho kênh tin tức Globovisión, bà đã trở nên nổi tiếng vì không có khả năng hiểu được câu hỏi của nhà báo Aymara Lorenzo về cách ứng cử viên kiểm soát lạm phát trong nước cũng như cụm từ của bà. (cho tôi một chút giúp đỡ). Bolívar kết thúc bầu cử ở vị trí thứ năm trong cuộc bầu cử, đạt 7308 phiếu, chiếm 0,04% tổng số phiếu.

### Cuộc bầu cử tổng thống năm 2013
Sau cái chết của tổng thống Hugo Chávez và thông báo về các cuộc bầu cử tổng thống mới vào ngày 14 tháng 4 năm 2013, Bolívar đã xác nhận ứng cử viên mới đại diện cho PDUPL tranh chức Tổng thống Venezuela. Trong chiến dịch của bà, bắt đầu ở Caracas, nền tảng của bà bao gồm cho phép việc tiếp cận ngoại tệ cho tất cả người Venezuela  và giáo dục miễn phí và các dịch vụ khác. Bà lên án "chiến tranh truyền thông" do các ứng cử viên Nicolás Maduro và Henrique Capriles tiến hành. Bolívar đã nhận được 13 227 phiếu bầu trong cuộc bầu cử, chiếm 0,08% tổng số phiếu, tăng gấp đôi số phiếu bầu cho cùng một vị trí vào sáu tháng trước và kết thúc ở vị trí thứ tư.